# 218 TCN
218 trước công nguyên (TCN) là một năm trong lịch La Mã. 